# Federazione italiana compositori
Individuata dall'acronimo F.C.I., la Federazione italiana compositori è un'associazione che raccoglie alcuni dei nomi più importanti del panorama italiano dei compositori musicali.

## Storia
È nata nel 1991 a Roma, successivamente le sedi sono state spostate a Milano, a Firenze, a Pisa, a Bari; negli anni ha raccolto l'interesse nazionale ed internazionale, trovando la partecipazione e l'adesione di noti compositori del panorama della musica contemporanea.
La collaborazione degli iscritti con varie testate specialistiche musicali, come Amadeus, il Giornale della Musica, EDT ed altre nel tempo ha creato uno certo sviluppo e sensibilizzazione delle problematiche inerenti al settore scuola e formazione, favorendo un costruttivo dialogo con i rappresentanti governativi a livello nazionale e contribuendo anche ad una valorizzazione dei giovani.
Molte correnti musicali contemporanee hanno trovato nella Federazione italiana compositori un crogiolo di dibattito e materiale accademico di formazione; tra le tante correnti musicali contemporanee si ricordano: strutturalismo, destrutturalismo, minimalismo, musica a collage, pancordismo, post-webernismo, puntillismo, musica aporetica, nuova consonanza, ed altre ancora.
La struttura è a base associativa aperta previa verifica dei requisiti di notorietà e rappresentatività almeno nazionale.
L'accesso all'ufficio di presidenza è riservato a coloro che svolgono professionalmente l'attività di compositore, sono diplomati in alta composizione presso uno dei conservatori italiani e/o internazionali, e/o sono docenti presso uno dei conservatori musicali italiani.
I profili biografici ed il catalogo delle opere di tutti i componenti direttivi sono reperibili presso il Comitato italiano musica (CIDIM) oppure presso l'Annuario nazionale musicale.
Nei primi anni 2000 è entrata a far parte della più ampia organizzazione internazionale di promozione della cultura artistica Palmas International. Il sodalizio con il panorama artistico internazionale ha costituito e costituisce un punto di incontro tra le idee innovative nazionali in campo musicale "serio" e le correnti della ricerca artistica dei vari nomi di fama internazionali.

## Delegati rappresentanti
Componenti del consiglio direttivo di presidenza - Attualmente in carica dall'anno 2000:
- Biagio Putignano (compositore e docente)
- Ennio Cominetti  (organista e docente)
- Alberto Patron  (compositore e docente)
- Matteo Segafreddo  (compositore e docente).

Componenti del consiglio direttivo - anni 1991-1999:
- Piero Luigi Zangelmi  (compositore e docente)
- Claudio Ambrosini  (compositore e docente)
- Arduino Gottardo  (compositore e docente)
- Pippo Molino  (compositore e docente)
- Gianni Possio  (compositore e docente)
- Maurizio Ferrari (compositore e docente)
- Biagio Putignano  (compositore e docente)
- Luciano Berio (compositore e docente)

Membri ad honorem:
- Bruno Maderna (compositore e docente)
- Riccardo Chailly (compositore e docente)
- Giacomo Manzoni (compositore e docente)
- Giorgio Battistelli  (compositore e docente)

## Iniziative
Dal 1991 al 1997 ha organizzato numerose conferenze nazionali al fine di mantenere uno stretto rapporto di monitoraggio della situazione musicale in Italia, facendosi referente con le istituzioni italiane di cultura a nome della categoria rappresentata.
- 19 dicembre 1992: convegno di Brescia: problematiche SIAE e ministero;
- 16 febbraio 1993: incontro con la dirigenza SIAE, su problematiche inerenti al  diritto d'autore;
- 21/22/23 maggio 1993: seminario sulla distribuzione delle attività musicali in Italia.

Dal 1998 al 2002 ha approfondito tematiche di aggiornamento professionale e di ricerca musicale e musicologica, sviluppando collaborazioni con conservatori, ed organizzando stagioni concertistiche contemporanee al fine di diffondere una cultura della musica contemporanea in Italia.